# سن ماتئو (بویاکا)
سن ماتئو (انگلیسی: San Mateo, Boyacá) نام یک منطقه مسکونی در کلمبیا است.